# Muelle de los Bueyes
Muelle de los Bueyes es un municipio de la Región Autónoma de la Costa Caribe Sur en la República de Nicaragua.

## Geografía
El término municipal limita al norte y al este con el municipio de El Rama, al sur con los municipios de El Coral y Nueva Guinea y al oeste con los municipios de Villa Sandino y Santo Tomás.
La cabecera municipal está ubicada a 250 kilómetros de la capital de Managua.

## Historia
El territorio municipal fue hasta las primeras décadas del siglo XX, parte de la selva densa y despoblada que dividía en dos Nicaragua. La demanda de raicilla y hule por empresas
norteamericanas en los años 1930 le insertó en la economía de la costa Caribe como proveedor de esos productos, que eran trasladados por la vía fluvial río Mico-río Escondido hasta Bluefields. Su actual cabecera municipal, entonces llamada San Pablo, era punto de traslado de esa producción desde las carretas de bueyes en que era acopiada a las naves acuáticas; precisamente la concentración allí de los animales de tiro le dio su nombre actual. La demanda de mano de obra de esas explotaciones posibilitó el poblamiento del municipio.
El municipio fue fundado en 1942 por una ruptura con El Rama.
Una segunda gran oleada migratoria, la más intensa, se dio a partir de la década de los años 1950 y hasta después de 1974, ligada a las etapas segunda y tercera de la inserción del país en el mercado mundial, con el algodón y la carne como principales productos agroexportables.

## Demografía
Muelle de los Bueyes tiene una población actual de 24,552 habitantes. De la población total, el 49.6% son hombres y el 50.4% son mujeres. Casi el 45.3% de la población vive en la zona urbana.

## Naturaleza y clima
El municipio tiene un clima tropical que produce un bosque muy húmedo subtropical y bosque húmedo tropical, con una temperatura promedio anual de 26 °C, en los meses de diciembre a febrero la temperaturas suelen ser más frescas oscilando entre los 17 °C y 25 °C ya que inciden los frentes fríos provenientes del norte del continente, entre marzo a agosto suele ser más cálido llegando a temperaturas máximas cercanas a los 33 °C; es una zona regularmente lluviosa y dura aproximadamente 9 meses del año y su precipitación pluvial oscila entre 2700 a 2900 mm.

## Localidades
Existen un total de 8 centros poblados y posiblemente unas 54 comarcas, siendo los centros poblados los siguientes: Muelle de los Bueyes (centro urbano cabecera del municipio), Presillas(el segundo centro urbano más grande después de la cabecera central del Municipio), Cara de Mono, El Cacao, La Batea, El Espavel, La Gorra y Campana.

## Economía
El municipio está dotado de muy buena tierra y agua, por lo que la principal actividad económica es la ganadería, acompañada de la agricultura.
Su más reconocida empresa en el ámbito ganadero, es la procesadora de lácteos Castilac o mayormente conocida como El Guanaco pertenecientes a la familia Miranda.